# Barrows Vehicle Company
Barrows Vehicle Company war ein US-amerikanischer Hersteller von Automobilen.

## Unternehmensgeschichte
Charles H. Barrows, William H. Boynton und Frederick W. Dunton gründeten 1895 das Unternehmen. Der Sitz war in Manhattan in New York City. Sie begannen mit der Produktion von Automobilen. Der Markenname lautete Barrows. 1899  endete die Produktion.
Die Lengert Company aus Philadelphia war Lizenznehmer, allerdings ist es unklar, ob die tatsächlich Fahrzeuge produziert haben.

## Fahrzeuge
Das einzige Modell war ein Elektroauto, entworfen von Charles Barrows. Das Fahrzeug hatte vorne zwei Räder, die dicht nebeneinander angeordnet waren. Dazwischen befand sich je nach Quelle die Batterie oder die gesamte Antriebseinheit. Die Höchstgeschwindigkeit betrug 6,4 km/h im ersten Gang, 12,8 km/h im zweiten Gang und 19,2 km/h im dritten Gang. Der Rückwärtsgang ermöglichte Geschwindigkeiten bis 6,4 km/h. Zur Wahl standen ein- bis viersitzige Karosserien.